# John Saumares
John Saumares DD (falecido em 1º de setembro de 1697) foi um cónego de Windsor de 1671 a 1697 e decano de Guernsey de 1662 a 1697.

## Carreira
Ele foi educado no Pembroke College, Oxford e formou-se DD 1671
Ele foi nomeado:
- Reitor de St Martin's Guernsey 1662
- Decano de Guernsey 1662[2] - 1697
- Reitor de Hartley Westpall 1682 - 1684
- Reitor de Hasely 1688
- Capelão do rei Carlos II

Ele foi nomeado para a quarta bancada na Capela de São Jorge, Castelo de Windsor em 1671, e manteve a posição até 1697.